# Olympiska ringarna

De olympiska ringarna sedan 2010

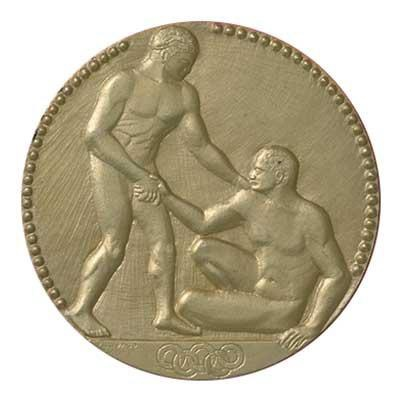
Första gången ringarna förekom på medaljerna var vid spelen i Paris 1924. Här en silvermedalj.

Mellan 1957 och 2010 hade ringarna en vit kant.

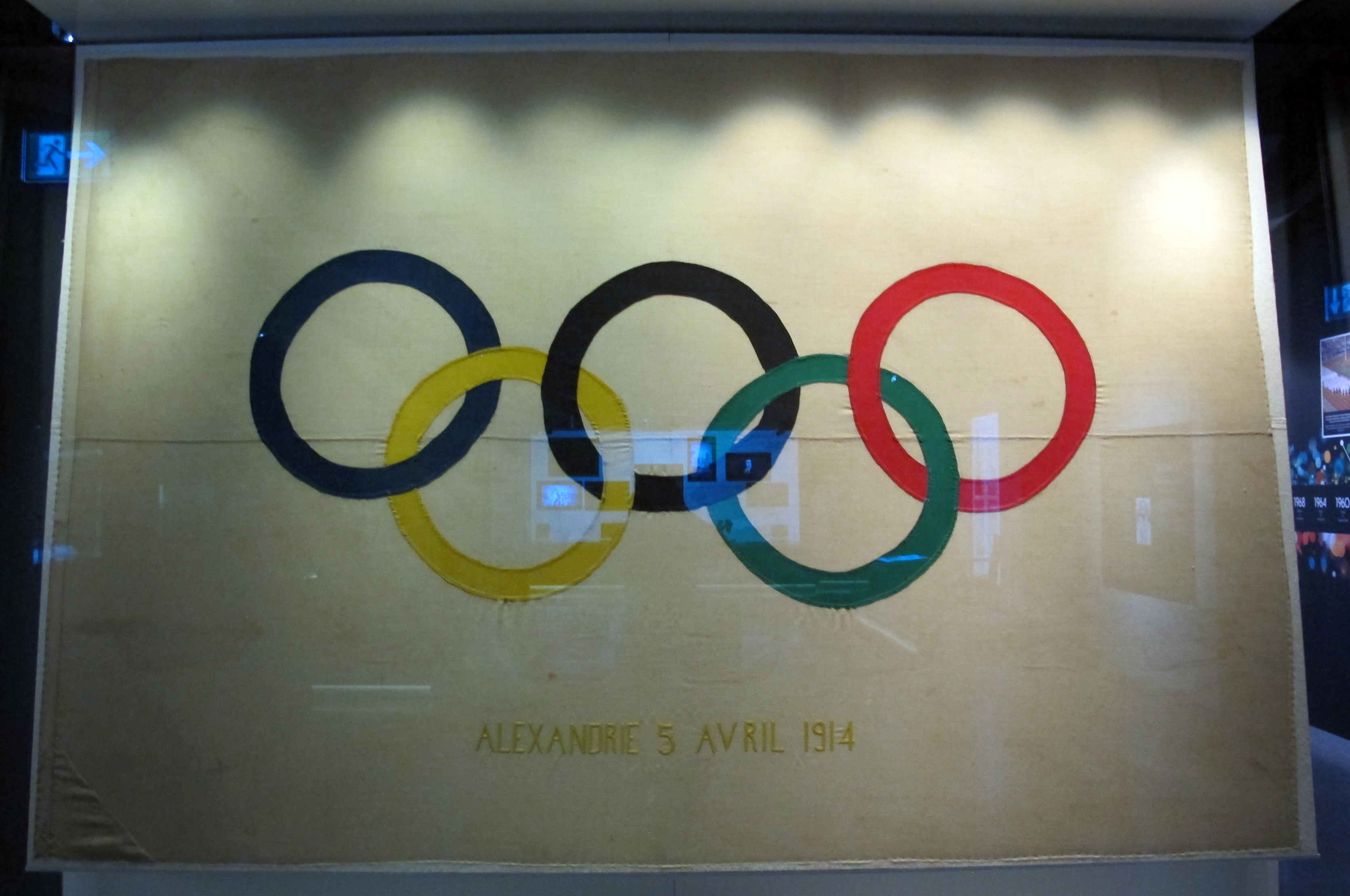
Flaggan från Alexandria 1914. Notera att ringarna överlappar varandra på "andra hållet".

USFSA:s emblem.

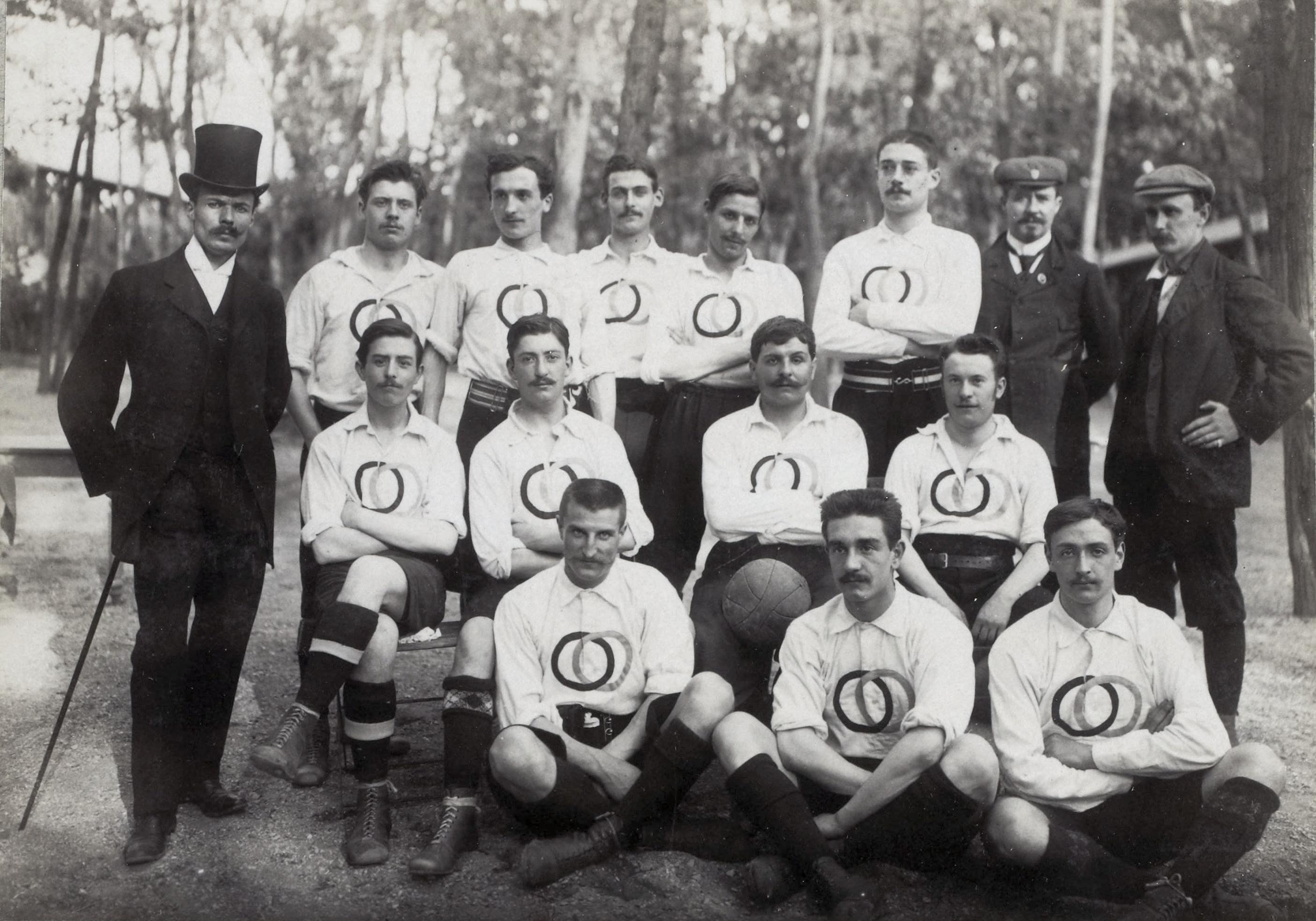
Frankrikes fotbollslag vid Olympiska spelen 1900 i Paris bär USFSA:s emblem på sina vita tröjor. Den franska dräkten såg ut såhär vid de olympiska spelen 1896-1924.

De Olympiska ringarna består av fem sammanlänkade ringar, en vardera av färgerna blått, gult, svart, grönt respektive rött. Dessa fem färger tillsammans med den vita bakgrunden symboliserar färgerna i alla nationers flaggor.
Ringarna symboliserar de fem världsdelarna. Sammanlänkningen symboliserar "olympismens universialitet" och att idrottsmän från hela världen möts under spelen. De olika färgerna representerar inte specifika kontinenter eller världsdelar.
De olympiska ringarna förekommer för första gången i ett brev skrivet av Pierre de Coubertin 1913 och han beskrev sedan symbolen i Revue Olympique samma år. Han presenterade sedan ringarna och flaggan vid den olympiska kongressen i Paris där godkändes den 15 juni 1914. Ringarna var ursprungligen sammanlänkade i en rad, men redan 1914 var "W-designen" den nuvarande.
Flaggan användes för första gången i samband med de olympiska spelen den 1 maj i Olympiska sommarspelen 1920 i Antwerpen, men hade dessförinnan använts vid Pan-egyptiska spelen i Alexandria den 5 april 1914 (det vill säga drygt två månader innan den godkänts av IOK), vid en utställning i San Francisco 1915 och vid IOK:s möte i Lausanne 1919.
Ringarna har förekommit på medaljerna i Paris 1924, Stockholm 1956 och alla sommarspel sedan Montreal 1976. I vinterspelen har de förekommit sedan 1928 i S:t Moritz.
De har funnits på vinterspelens affischer sedan 1928 och på sommarspelens sedan 1932.
De Coubertin skrev i L’emblème et le drapeau de 1914 ("1914 års emblem och flagga") publicerat i Revue Olympique (augusti 1913):
"Dessa fem ringar symboliserar de fem världsdelarna, som nu har vunnits över till Olympismen och är klara att ta emot dess fruktsamma tävlan. De sex färgerna kombinerar alla nationers, utan undantag. Sveriges blå och gula, Greklands blå och vita, de franska, engelska [sic!], amerikanska, tyska, belgiska, italienska, ungerska trikolorerna, Spaniens röda och gula, med de nypåfunna brasilianska och australiska, med det gamla Japan och det nya Kina, Det är i sanning ett internationellt emblem."
| RGB-färg | R   | G   | B   |
| -------- | --- | --- | --- |
|          | 0   | 129 | 200 |
|          | 252 | 177 | 49  |
|          | 0   | 0   | 0   |
|          | 0   | 166 | 81  |
|          | 238 | 51  | 78  |

## Spekulation och myt
Av och till dyker påståendet om att ringarna skulle ha ett antikt ursprung och vara hämtade från en sten i Delfi upp, även i litteratur. Denna sten är dock inte från antiken utan förfärdigades 1936 i samband med att tändandet av facklan i Delfi skedde för första gången och är rekvisita från propagandafilmen Olympia av Leni Riefenstahl och Carl Diem. Tjugo år senare besökte populärförfattarna Lynn och Gray Poole Delfi, hittade stenen och publicerade en artikel i History of Ancient Olympic Games 1963 som "bevisade" att de Coubertin kopierat ringarna från denna "antika" sten.
Ett annat påstående som görs är att de Coubertins fem ringar skulle symbolisera de fem spel som avhållits och att en ny ring skulle läggas till för varje nytt spel. Detta påstående motsäges dock av att de Coubertin själv framhöll att ringarna symboliserade fem världsdelar ("cinq parties du monde") redan i Revue Olympique 1913.
Föreställningen att de enskilda ringarna skulle representera specifika världsdelar (exempelvis att den blå ringen skulle stå för Europa, den svarta för Afrika etcetera) är också spridd. De Coubertin gör inget sådant yttrande, utan säger att färgerna representerar de färger som finns i nationsflaggorna. Internationella Olympiska Kommittén är också mycket klar på den punkten.
En hypotes om varifrån de Coubertin fick idén till ringarna lades fram 1992 i Olympic Review av Robert Barney. Enligt denna skulle ringarna ha hämtats från Union des Sociétés Françaises de Sports Athlétiques som de Coubertin var grundare av. Dess emblem utgörs av två sammanlänkade ringar - en röd och en blå - på vit bakgrund, det vill säga den franska trikolorens färger. De två ringarna symboliserar att organisationen är en sammanslagning av Union des Sociétés Françaises de Course a Pied och Comité pour la Propagation des Exercises Physiques. De Coubertin skall alltså bara ha stoppat in tre ringar till och kompletterat med färgerna hos övriga nationers flaggor.